# Rivière Macoustigane
La rivière Macoustigane est un affluent de la rive est de la rivière Wetetnagami coulant dans Senneterre, dans la municipalité régionale de comté (MRC) de La Vallée-de-l'Or, dans la région administrative de l’Abitibi-Témiscamingue, au Québec, au Canada.
Cette rivière traverse successivement les cantons de Charette et d’Adhémar.
La foresterie constitue la principale activité économique du secteur ; les activités récréotouristiques, en second, grâce particulièrement à la réserve de biodiversité du Lac Wetetnagami.
La foresterie constitue la principale activité économique du secteur ; les activités récréotouristiques, en second, grâce particulièrement à la réserve de biodiversité du Lac Wetetnagami.
La surface de la rivière Macoustigane est habituellement gelée du début novembre à la mi-mai, toutefois la circulation sécuritaire sur la glace se fait généralement de la mi-novembre à la mi-avril.

## Géographie
Les bassins versants voisins de la rivière Macoustigane sont :
- côté nord : rivière Wetetnagami, lac Wetetnagami, rivière Saint-Père ;
- côté est : rivière Macho, lac Cherrier, lac Saint-Cyr, rivière Pascagama ;
- côté sud : rivière Achepabanca, rivière Achepabanca Nord-Est, rivière Berthelot, rivière Mégiscane ;
- côté ouest : rivière Wetetnagami, rivière O'Sullivan.La rivière Macoustigane prend naissance dans Senneterre, à l'embouchure d’un lac non identifié (longueur : 1,0 km ; largeur maximale : 0,5 km ; altitude : 462 m). Ce lac est situé au pied d’une montagne dont le sommet atteint 552 m. et qui a une falaise de 76 mètres bornant le sud-est du lac.

L'embouchure de ce lac de tête est située à :
- 12,0 km au sud de l’embouchure de la rivière Macoustigane ;
- 68,1 km au sud de l’embouchure de la rivière Wetetnagami ;
- 89,1 km au sud de l’embouchure de la rivière Nicobi ;
- 112,9 km au sud de la confluence de la rivière Opawica et de la rivière Chibougamau ;
- 61,8 km au sud-est du centre du village de Lebel-sur-Quévillon ;
- 75,9 km au nord-est du centre-ville de Senneterre.

À partir de l'embouchure du lac de tête, la rivière Macoustigane coule sur 20,7 km selon les segments suivants :
- 3,6 km vers le sud-est, en traversant trois petits lacs dans une vallée encaissée, jusqu’à la rive sud-ouest d’un lac non identifié ;
- 3,9 km vers le nord, en traversant cinq petits lacs (altitude : 407 m), puis bifurquant vers l’est, jusqu’à la rive sud-ouest d’une baie du lac Macoustigane ;
- 8,8 km vers le nord dans le canton de Moquin, en traversant le lac Macoustigane (largeur maximale : 1,5 km ; altitude : 404 m) sur sa pleine longueur, jusqu’à son embouchure ;
- 4,4 km vers le nord-ouest, jusqu'à sa confluence avec la rivière Wetetnagami[2].

La rivière Macoustigane se déverse sur la rive est de la rivière Wetetnagami laquelle coule généralement vers le nord en traversant le lac Wetetnagami avant de se déverser dans le lac Nicobi. Ce dernier constitue le lac de tête de la rivière Nicobi. Cette dernière s’écoule vers le nord pour se décharge sur la rive sud-est de la rivière Opawica. Cette dernière remonte à son tour vers le nord jusqu’à sa confluence avec la rivière Chibougamau ; cette confluence constituant la source de la rivière Waswanipi. Le cours de cette dernière coule vers l'ouest et traverse successivement la partie nord du lac Waswanipi, le lac au Goéland et le lac Olga, avant de se déverser dans le lac Matagami lequel se déverse à son tour dans la rivière Nottaway, un affluent de la Baie de Rupert (Baie James).
La confluence de la rivière Macoustigane avec la rivière Wetetnagami est située à :
- 55,7 km au sud de l’embouchure de la rivière Wetetnagami ;
- 77,1 km au sud de l’embouchure de la rivière Nicobi ;
- 100,8 km au sud de l’embouchure de la rivière Opawica (confluence avec la rivière Chibougamau) ;
- 159 km au nord-est du centre-ville de Parent ;
- 58 km à l'est du centre du village de Lebel-sur-Quévillon ;
- 74,9 km à l'ouest d’une baie du Réservoir Gouin.

## Toponymie
À différentes époques de l’histoire, ce territoire a été occupé par les Attikameks, les Algonquins et les Cris. D’origine amérindienne de la nation algonquine, le terme « Macoustigane » signifie tête de l’ours.
Le toponyme rivière Macoustigane a été officialisé le 5 décembre 1968 à la Commission de toponymie du Québec, soit lors de sa création.